# Orseis
Orseis oder Orsëis (altgriechisch Ὀρσηίς Orsēís) ist in der griechischen Mythologie eine thessalische Najade. Vermutlich galt sie als Tochter des Okeanos oder des Peneios. 
Sie vermählte sich mit König Hellen und wurde die Mutter von Doros, Xuthos (nach anderer Überlieferung ein Sohn des Aiolos und der Enarete, also Enkel der Orseis) und Aiolos, die zusammen mit den drei Söhnen der Pandora und des Zeus als die Stammväter der sieben griechischen Stämme gelten.